# 胡安埃斯皮諾薩梅德拉諾區
13°48′00″S 72°31′01″W / 13.80000°S 72.51694°W
胡安埃斯皮諾薩梅德拉諾區（西班牙語：Distrito de Juan Espinoza Medrano），是秘魯的一個區，位於該國南部阿普里馬克大區的安塔班巴省，始建於1942年12月12日，面積623.2平方公里，海拔高度3,229米，2005年人口2,286，人口密度每平方公里3.7人。